# Pfänderbahn

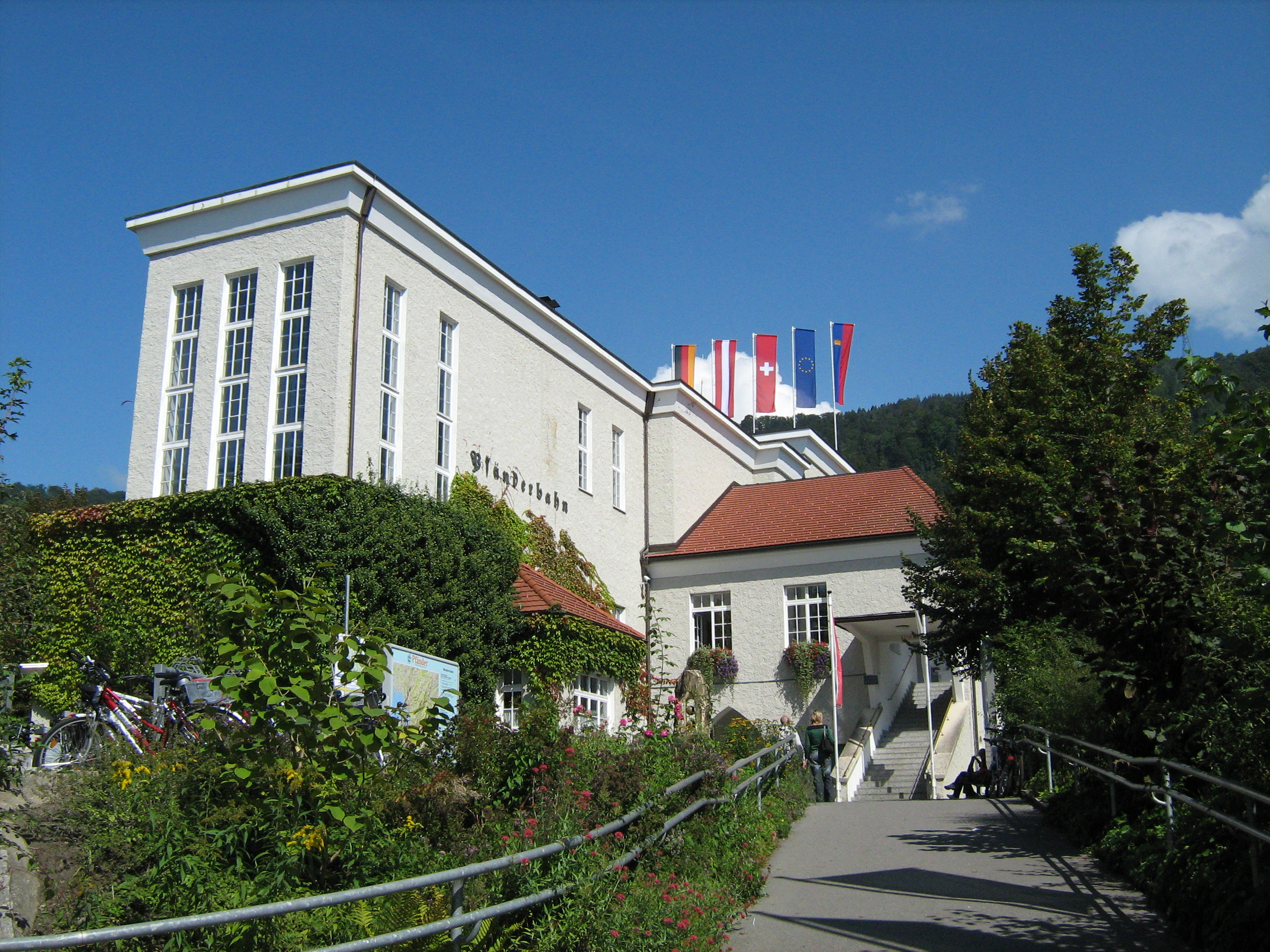
Talstation

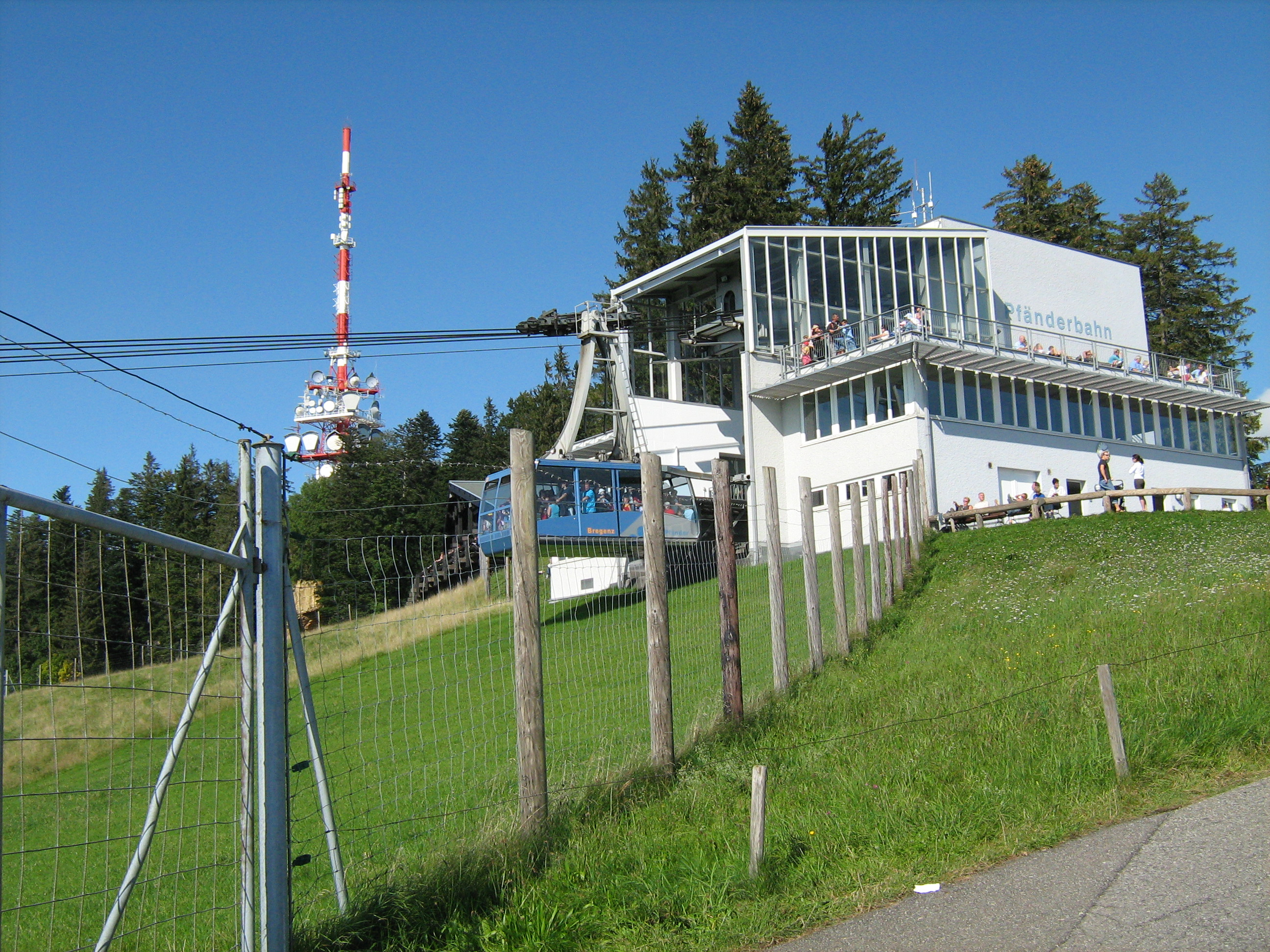
Bergstation

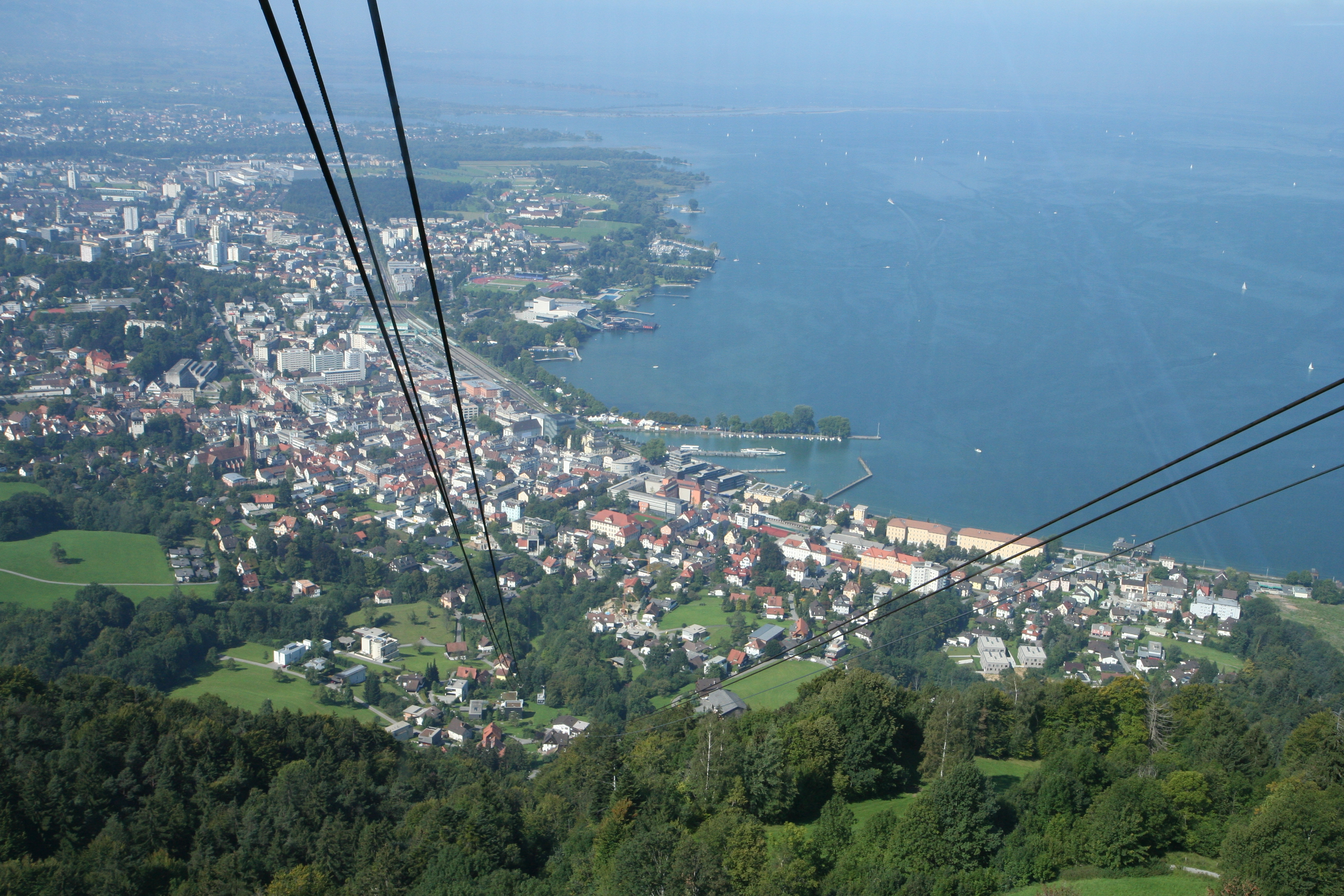
Blick von der Pfänderbahn auf Bregenz und Bodensee

Die Pfänderbahn ist eine Luftseilbahn in Bregenz im österreichischen Bundesland Vorarlberg. Sie verbindet die Talstation auf 419 m ü. A. mit der 1022 Meter hoch gelegenen Bergstation nahe der Pfänderspitze. Sie ist die einzige Seilbahn im Pfänderstock.

## Geschichte

### Planung
Zunächst war die Errichtung einer Zahnradbahn angedacht, schließlich entschied man sich für eine Schwebeseilbahn, da diese günstiger war und das Schneeräumen entfallen würde. Das Terrain besteht aus Kiesgeröll und Sandstein, nicht aus Felsgestein. Die Seilbahn benötigte ursprünglich nur vier Stützen auf diesem schwierigen Boden. Die Konstruktion fußte auf Erfahrungen bei der Versorgung von Stellungen im Ersten Weltkrieg in den Dolomiten.

### Bau und Eröffnung
Die Pfänderbahn wurde von Juli 1926 bis Februar 1927 erbaut und am 20. März 1927 als dritte Personen-Seilschwebebahn Österreichs durch Bundespräsident Michael Hainisch eröffnet. Die Baumaßnahmen wurden durch die Firma Adolf Bleichert & Co. aus Leipzig-Gohlis und der Simmeringer Waggon- und Maschinenfabrik aus Wien durchgeführt. Die Pläne für die Stationsbauten stammten vom Bregenzer Architekten Willibald Braun.

### „Pfänderbahn neu“
Im Oktober 1994 wurde die Seilbahnanlage umfassend erneuert:
- Austausch der Gondeln; sie sind nun vollverglast und bieten bis zu 80 Personen Platz.
- Reduzierung der Stützen von vier auf zwei; somit bietet sich eine höhere Seilführung.
- Einbau einer hydraulischen Einrichtung zur Seilspannung: Das Schachtgewicht von 120 Tonnen wird mittels dieser Hydraulik an die Seile weitergegeben. Der Vorteil dieser Konstruktion ist, dass die Schachtgewichtgeometrie von der Seilgeometrie getrennt werden konnte.
- Die Seilfangbremsen sind entfallen, das Zugseil wurde entsprechend größer dimensioniert.
- In den Stationen werden Schiebeperrons („Schiebebahnsteige“) genutzt, um die Platzverhältnisse optimal auszunutzen.
- Eine hydraulische Nivelliereinrichtung stabilisiert die Gondel in der Parkposition, damit das Ein- und Aussteigen besonders einfach wird und auch für Rollstuhlfahrer gut möglich ist.

Die Umbaumaßnahmen fanden unter Regie der Firma Doppelmayr statt. Im Jahre 1998 wurde in der Talstation der Bahn das Pfänderbahn-Museum eröffnet.

## Technische Daten
Der Höhenunterschied von 603 Metern wird auf einer Fahrstrecke von 2063 Metern mithilfe einer zweispurigen Pendelbahn überwunden. Das schräge Teilstück umfasst etwa 1980 Meter, die horizontale Länge rund 80 Meter. Die Spurweite ist in den Stationen auf 2,5 Meter reduziert, an Stütze 1 beträgt sie dagegen zehn Meter. Bei einer mittleren Neigung von 31 % bewegen sich die Kabinen mit einer Geschwindigkeit von bis zu zwölf Metern pro Sekunde. Die Fahrzeit beträgt etwa sechs Minuten, bei Bedarf können alle zehn Minuten 80 Personen befördert werden.
Die Gondeln werden von der Bergstation aus mittels zweier 500-kW-Gleichstromelektromotoren angetrieben. Die Spannungsversorgung der Seilbahn erfolgt über zwei separate Stromzuführungen. Zusätzlich sind ein Notstromaggregat und Batterien vorhanden.
Die Kommunikation zwischen Tal-, Bergstation sowie Wagen 1 und 2 geschieht durch induktive Übertragung über das Zugseil.

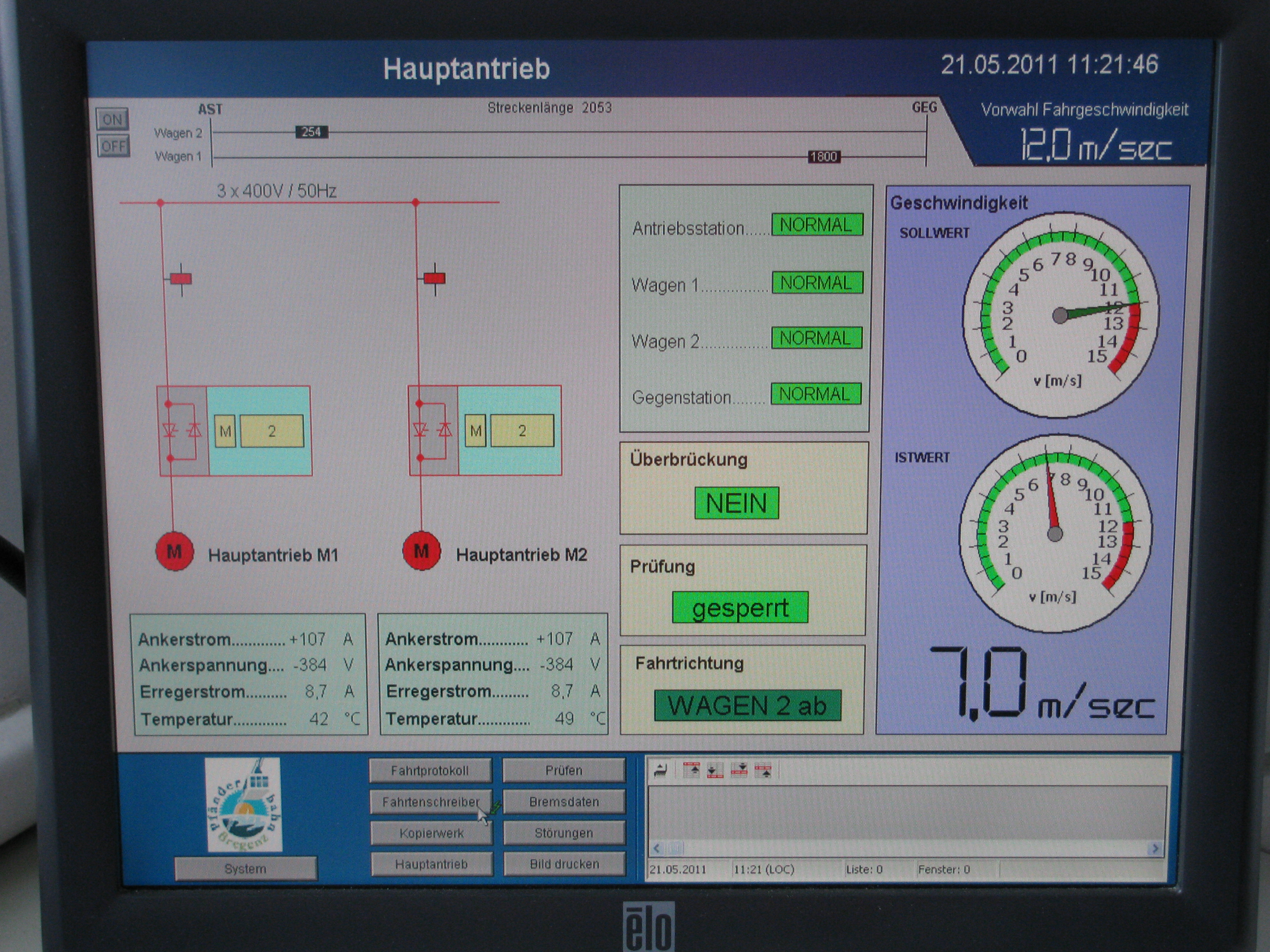
Monitor Bahnsteuerung
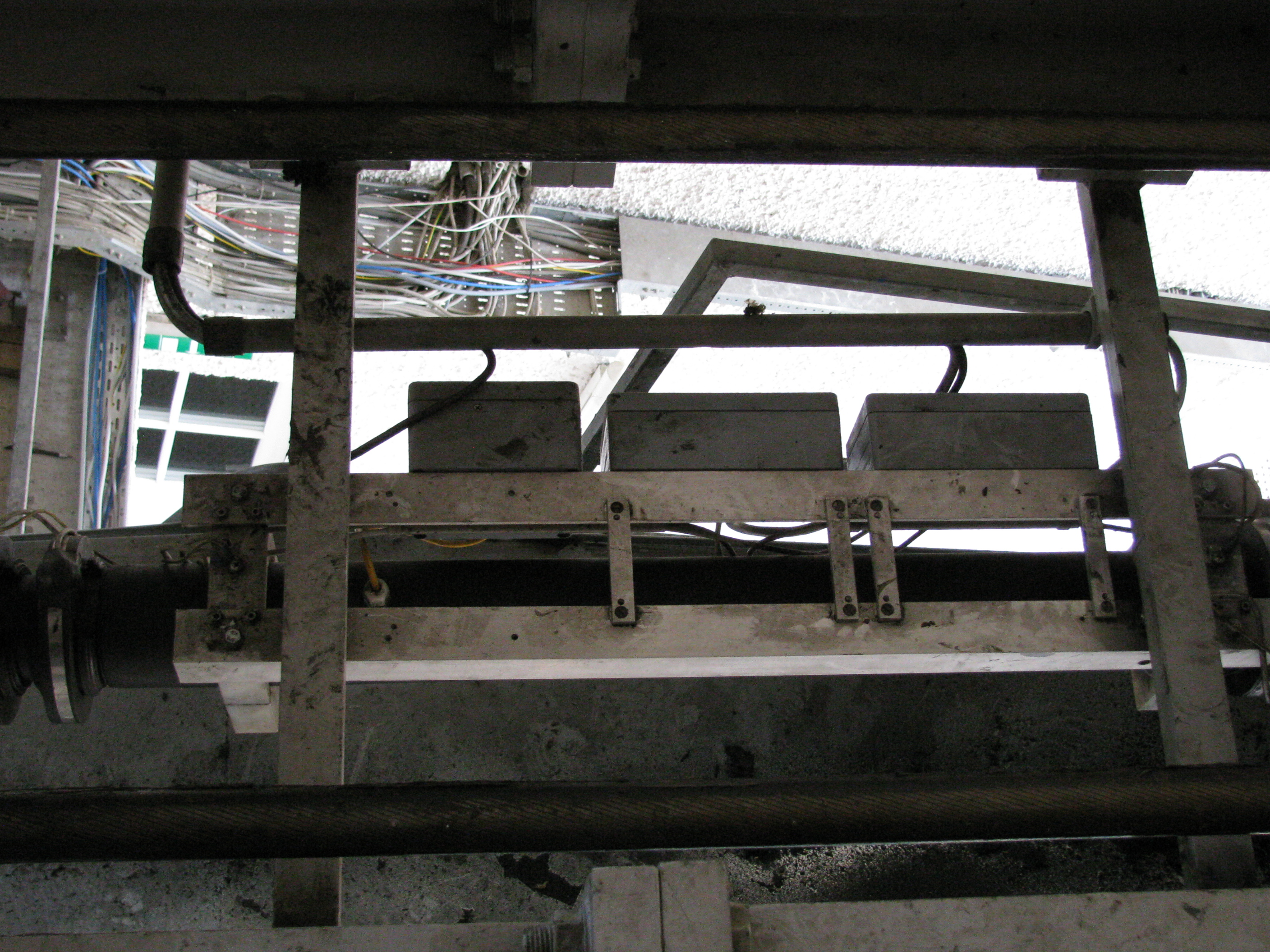
Einkopplung der Analogsignale in das Tragseil
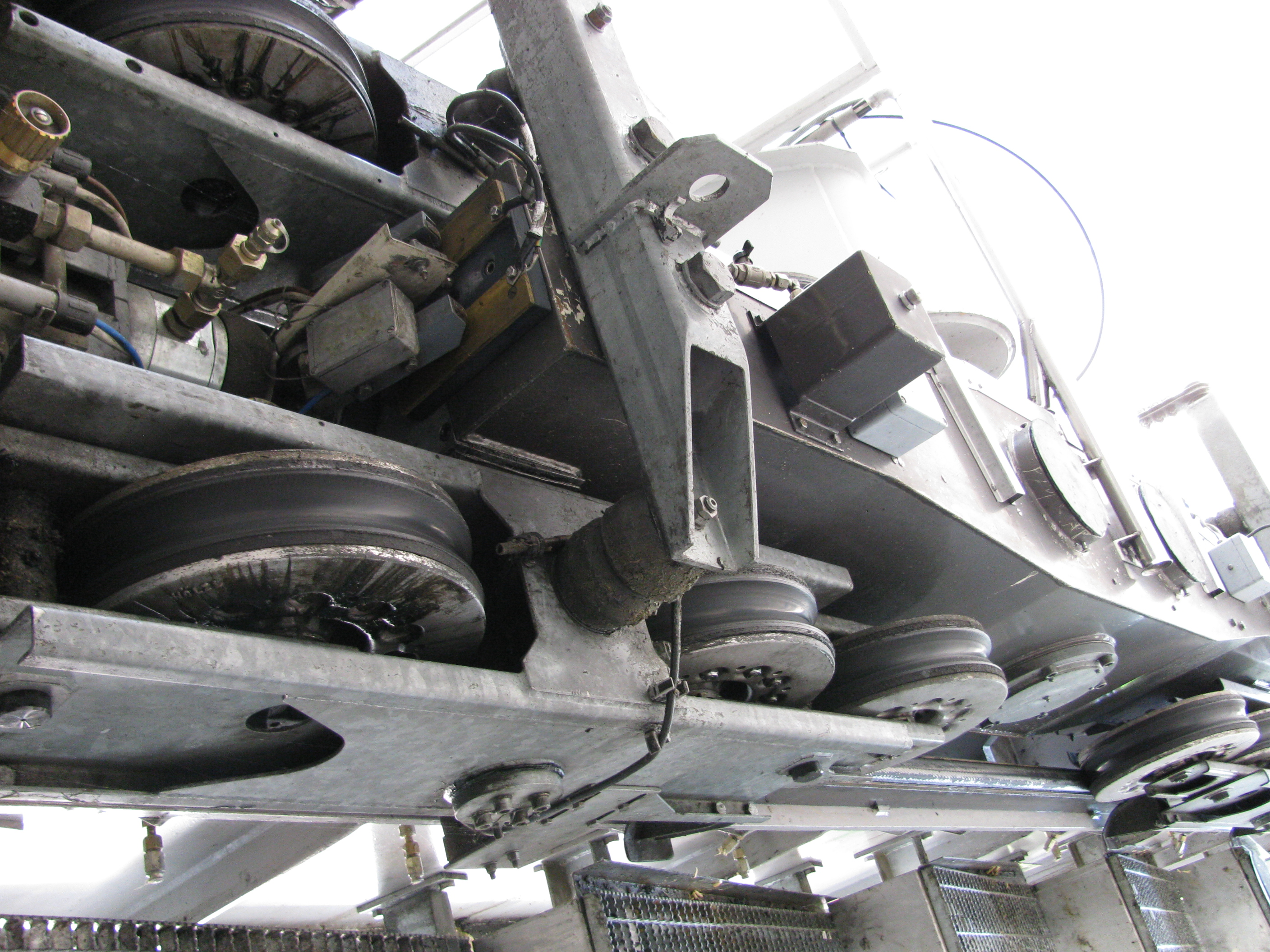
Laufwerk
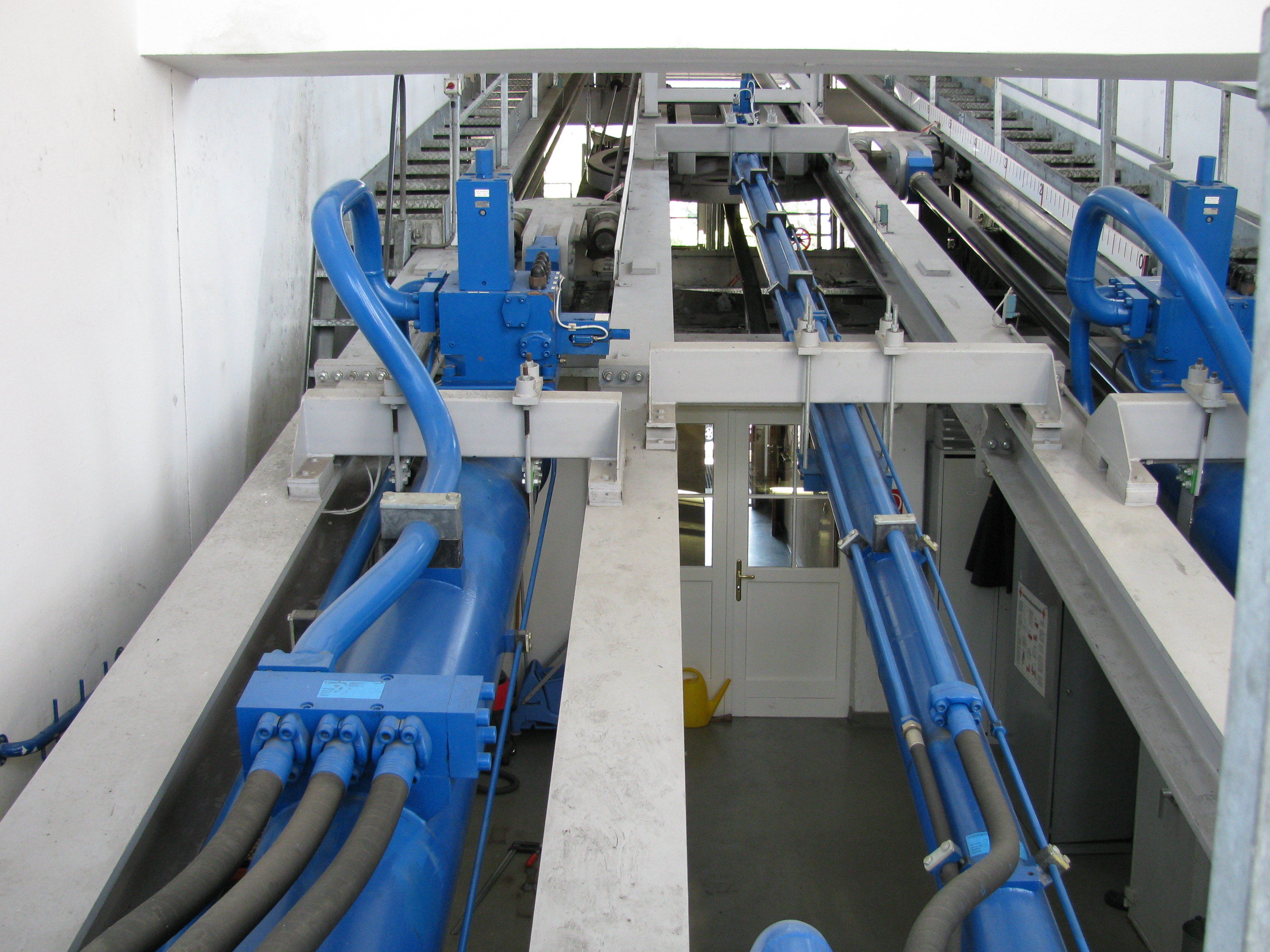
Hydraulikzylinder zur Seilspannung
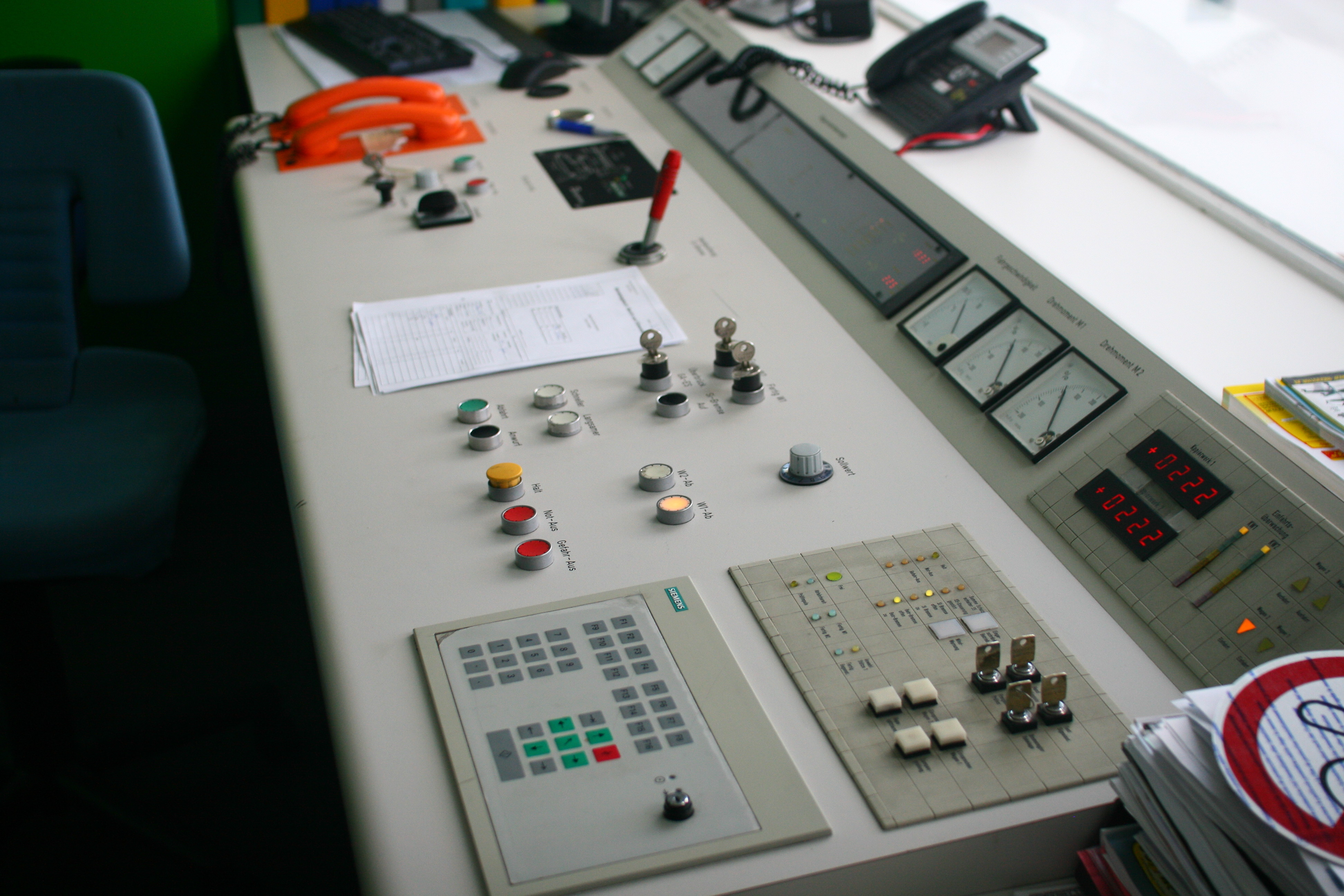
Bedienpult im Führerstand
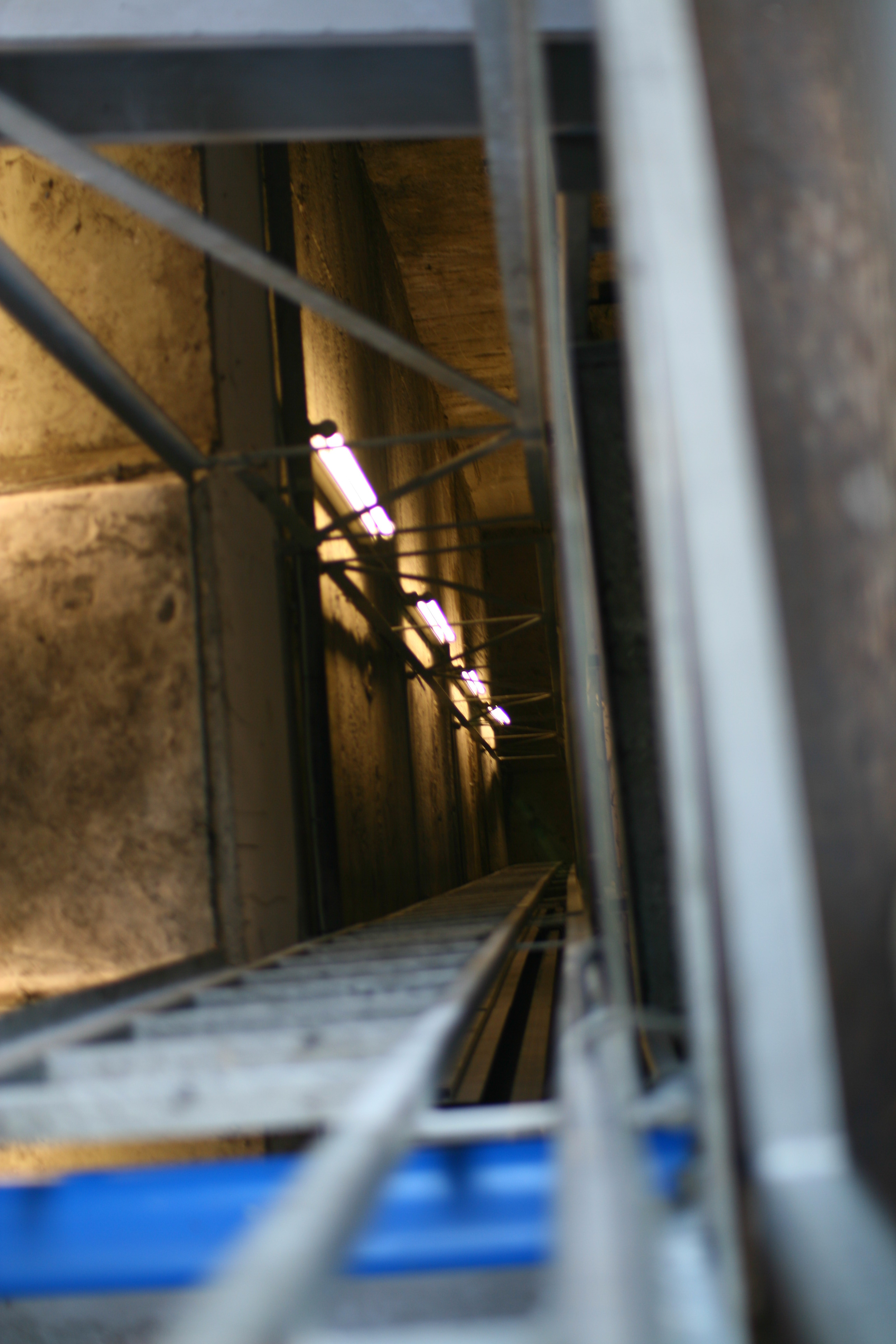
Gewichtsschacht für das Ausgleichsgewicht
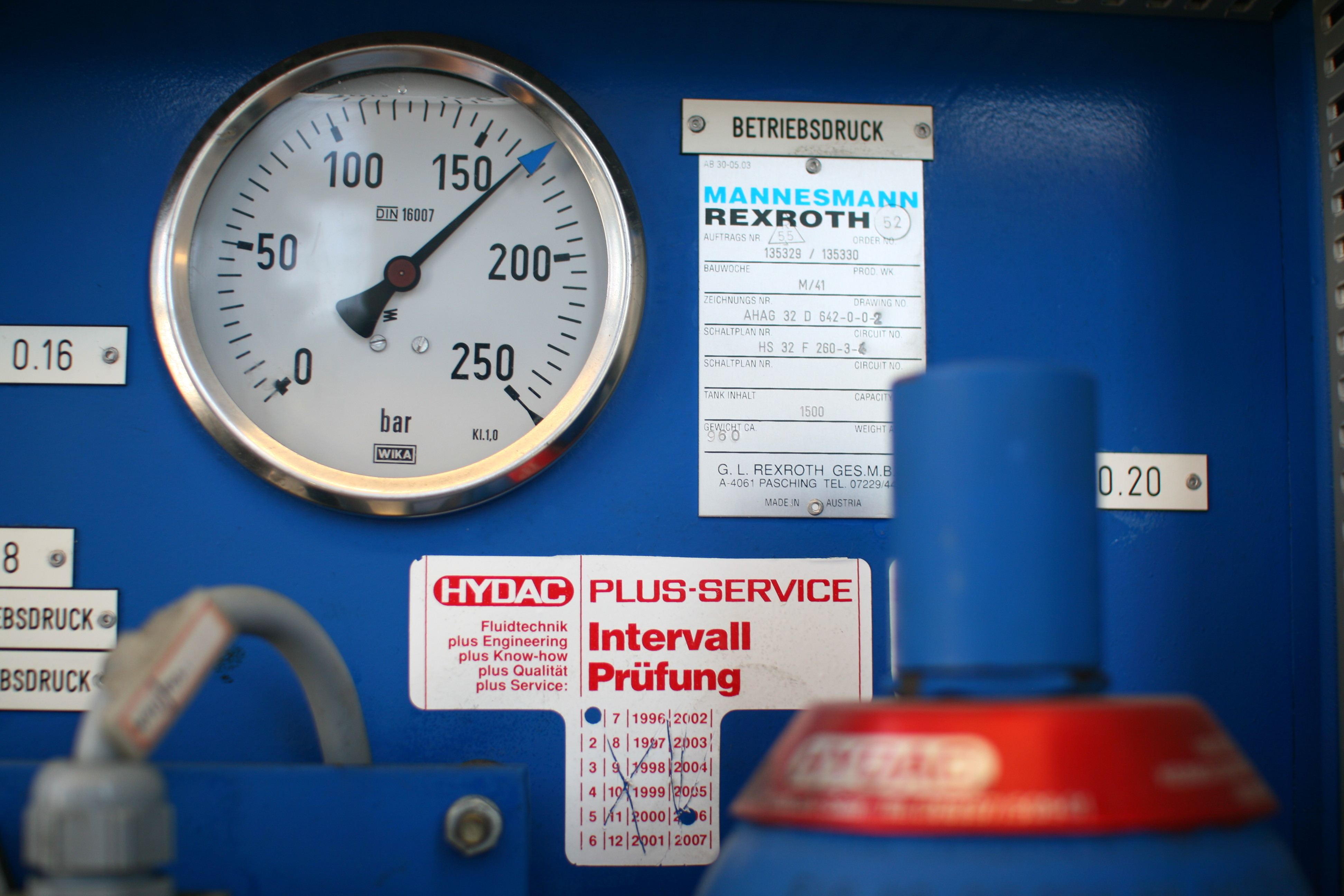
Hydrauliksteuerung
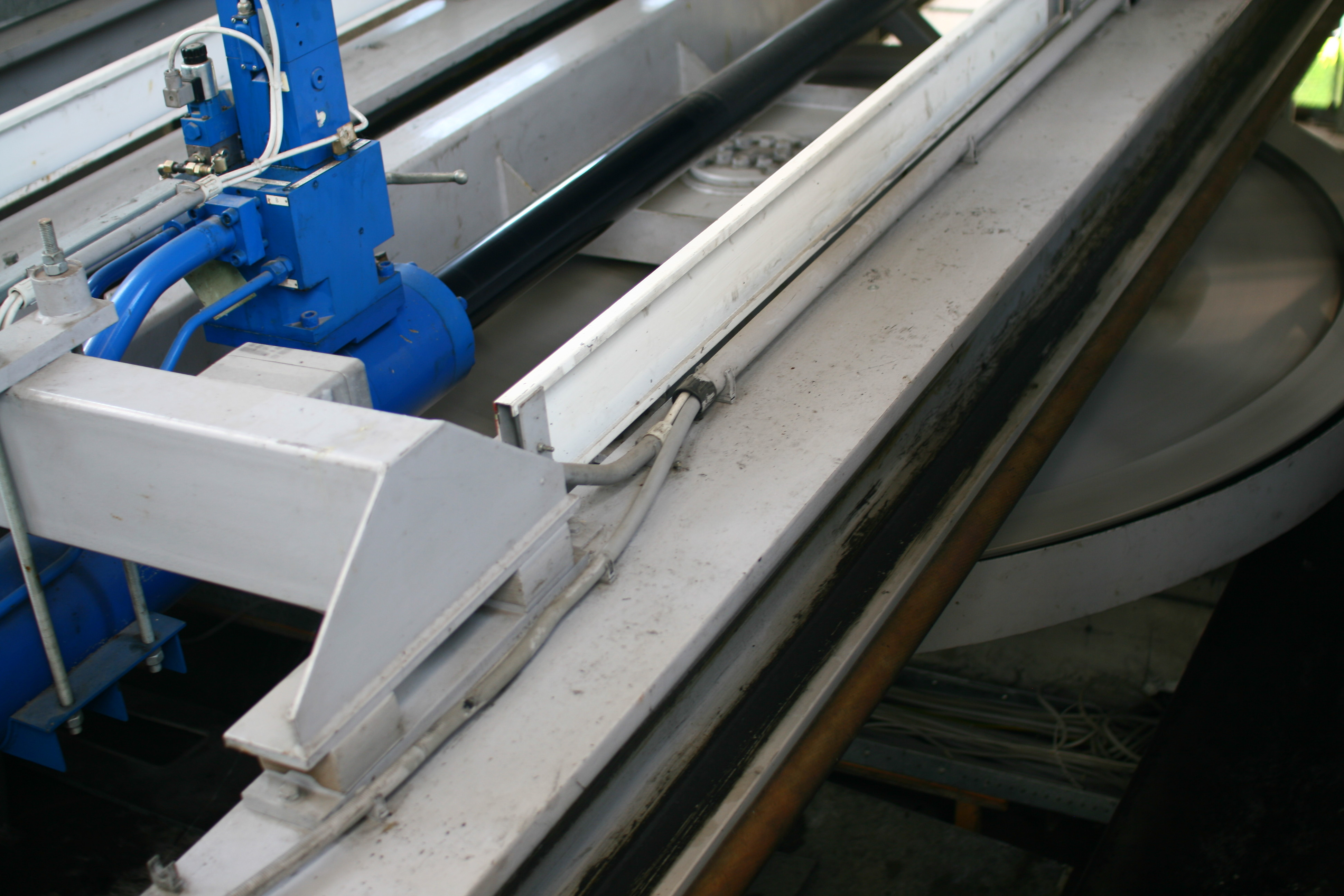
Zugseilumlenkrolle

Die Talstation liegt auf Gemeindegebiet von Bregenz, der überwiegende Teil der Trasse und die Bergstation in der Gemeinde Lochau.